# Tejs Broberg
Tejs Broberg (ur. 1 stycznia 1976) – duński narciarz alpejski, uczestnik Zimowych Igrzysk Olimpijskich 1998.

## Osiągnięcia

### Igrzyska olimpijskie
| Miejsce | Dzień       | Rok  | Miejscowość | Konkurencja | Czas biegu  | Strata  | Zwycięzca     |
| ------- | ----------- | ---- | ----------- | ----------- | ----------- | ------- | ------------- |
| DNF     | 9-13 lutego | 1998 | Nagano      | Kombinacja  | -           | -       | Mario Reiter  |
| 35.     | 16 lutego   | 1998 | Nagano      | Supergigant | 1:41,09 min | +6,27 s | Hermann Maier |
| 27.     | 19 lutego   | 1998 | Nagano      | Gigant      | 2:47,14 min | +8,63 s | Hermann Maier |

### Mistrzostwa świata
| Miejsce | Dzień     | Rok  | Miejscowość         | Konkurencja | Czas biegu  | Strata   | Zwycięzca            |
| ------- | --------- | ---- | ------------------- | ----------- | ----------- | -------- | -------------------- |
| 47.     | 13 lutego | 1996 | Sierra Nevada       | Supergigant | 1:26,00 min | +4,20 s  | Atle Skårdal         |
| 63.     | 17 lutego | 1996 | Sierra Nevada       | Zjazd       | 2:11,42 min | +11,25 s | Patrick Ortlieb      |
| 31.     | 19 lutego | 1996 | Sierra Nevada       | Kombinacja  | 3:50,31 min | +18,36 s | Marc Girardelli      |
| DNF1    | 23 lutego | 1996 | Sierra Nevada       | Gigant      | -           | -        | Alberto Tomba        |
| 46.     | 3 lutego  | 1997 | Sestriere           | Supergigant | 1:34,90 min | +5,22 s  | Atle Skårdal         |
| 37.     | 8 lutego  | 1997 | Sestriere           | Zjazd       | 1:59,05 min | +7,94 s  | Bruno Kernen         |
| 27.     | 12 lutego | 1997 | Sestriere           | Gigant      | 3:03,66 min | +15,43 s | Michael von Grünigen |
| DSQ1    | 12 lutego | 1999 | Vail / Beaver Creek | Gigant      | -           | -        | Lasse Kjus           |

### Mistrzostwa świata juniorów
| Miejsce | Dzień    | Rok  | Miejscowość | Konkurencja | Czas biegu  | Strata   | Zwycięzca         |
| ------- | -------- | ---- | ----------- | ----------- | ----------- | -------- | ----------------- |
| 50.     | 16 marca | 1995 | Voss        | Zjazd       | 1:48,29 min | +7,10 s  | Kurt Sulzenbacher |
| 47.     | 19 marca | 1995 | Voss        | Slalom      | 1:46,34 min | +14,22 s | Florian Seer      |
| DNF2    | 21 marca | 1995 | Voss        | Gigant      | -           | -        | Christoph Gruber  |